# Мосулишвили, Михо Анзорович
Михо (Михаи́л) Анзорович Мосулишви́ли (груз. მიხო (მიხეილ) ანზორის ძე მოსულიშვილი; род. 10 декабря, 1962 года в Арашенда, Гурджаанский район, Грузинская ССР) — писатель, драматург, сценарист, переводчик.

## Биография
В 1986 году окончил Тбилисский государственный университет, геолого-географический факультет по специальности инженера-геолога (геологические съемки, поиски и разведка месторождений полезных ископаемых).
А также 1981—1984 годах учился на вторичный факультет по специальности кинодраматургия (творческая мастерская Эрлом Ахвледиани и Дато Агиашвили).
Работал геологом, журналистом, переводчиком, редактором, сценаристом...
Он издал более двадцати книг рассказов, романов и пьес на грузинском языке. Его пьесы ставится в Грузий как в театрах, так и по телевидению, и по радио.
Взгляди физика Лигури Мосулишвили, который был дядей Михо, имели влияние на его творчество.
Художественные произведения Михо Мосулишыили переведены на английский, немецкий, русский, турецкий, армянский, латишский, японский и другие языки.

## Произведения

### Пьесы
- Белый Пеликан, Или Генет 2017
- Форе Мосулишвили 2016
- Гяур-Куш 2015
- Laudakia Caucasia 2013
- Моя Зарянка 2012
- Важа-Пшавела, Или Наблюдение Неизвестного 2012
- Рождественский Гусь С Айвой 2010
- Кошки-мышки И Капровый Жук 2010
- Танец С Мертвецами[4] 2005
- Белые Войска 1997
- Граница Судьбы 1995
- Паук 1990

### Книги
- «Лесной Человек»[5], Тбилиси, 1988, Трагедия.
- «Иконы Лунного Дня»[6], Тб., изд. «Мерани», 1990
- «Пространство в Вертикале»[7], Тб., изд. «Мерани», 1997
- «Рыцарь во все Времена»[8], Тб., изд. «Бестселлер», 1999
- «Полет Без Бочки»[9] (плутовской роман), Тб., «Издательство Бакур Сулакаури», 2001, ISBN 99928-974-2-4; второе издание: Тб., «Гумбати-2007», 2011, ISBN 978-9941-0-3160-1
- «Бендела»[10], Тб., изд. «Саари», 2003, ISBN 99928-39-69-4
- «Лебеди Под Снегом»[11], Тб., изд. «Саари», миниатюры и эссе, 2004, ISBN 99940-29-30-4
- «Почти Пикассо и понемножечку Босх, с правой стороны»[12], Тб., изд. «Саари», 2010, ISBN 978-99940-60-87-0
- «Важа-Пшавела»[13], биография, Тб., изд. «Пегаси», 2011, ISBN 978-9941-9179-6-7
- «Камень благодати»[14], Тб., изд. «Сиеста», 2011, ISBN 978-9941-414-79-4
- «Гелеса»[15], Тб., изд. «Устари», 2012, ISBN 978-9941-9261-1-2; Синопсис для роман ISBN 978-9941-9261-2-9
- «Из Ниоткуда в Никуда»[16], 2012, ISBN 978-9941927331
- «Река души»[17], 2012, ISBN 978-9941440908
- «Большая Медведица» (История из гор с прологом и эпилогом)[18], 2013, ISBN 978-9941-451-14-0

### Переведенные книги, пьесы
- Борис Акунин — 
  - «Азазель» (აზაზელი), издательство «Арэтэ», 2004 г. ISBN 99940-745-8-X;
  - «Турецкий гамбит» (თურქული გამბიტი), издательство «Палитра L», 2006 г. ISBN 99940-42-07-6;
  - «Левиафан» (ლევიათანი), издательство «Палитра L», 2006 г. ISBN 978-9941-413-98-8
- Гай Светоний Транквилл — Жизнь двенадцати цезарей, издательство «Пегаси», 2011 г. ISBN 978-9941-9206-1-5
- Анри Гидель — Пикассо (Биография), издательство «Грузинский Биографический Центр», 2013 г. ISBN 978-9941-444-13-5
- Леонид Зорин — «Варшавская мелодия» для театра Марджанишвили, режиссёр Георгий Осефашвили, 2014
- Ион Сапдару —  «Натюрморт с толстым племянником» для Батумского театра, режиссёр Ион Сапдару, 2015
- Гульельмо Ферреро — Юлий Цезарь (Биография), издательство «Грузинский Биографический Центр», 2016 г. ISBN 978-9941-444-26-5
- Виктор Пелевин — Любовь к трём цукербринам, издательство «Палитра L», 2017, ISBN 978-9941-24-628-9

## На первом канале грузинского телевидения
- «Мой Друг Гитлер», соавтор сценария и режиссёр Андро Енукидзе (по мотивам одноимённой пьесы Юкио Мисима), 1999
- «Ночь Мелких Звёзд» (45-серийный телесериал), Первый канал Грузинского телевидения, режиссёр Андро Енукидзе, 2000

## На грузинском Радио
- «Лесной Человек» (в переводе: «Чудо лесное убито весною»), (1987), режиссёр Бадри Микашавидзе.
- «Паук», (1988), режиссёр Бадри Микашавидзе.
- «Смерть Гуарам Мампали», (1989), режиссёр Бадри Микашавидзе.
- «Танец с мертвецами» (комический триллер)[19], (2008) — режиссёр Зураб Канделаки.

## Театральные постановки
- «Тринадцатое Экспериментальное» (трагикомедия) — В тбилисском театре немых имени Автандила Цихишвили, режиссёр Александр Лабадзе, 2002 г.
- «Белое Воинство» (трагикомедия) — В театре юного зрителя «Белая вольна», режиссёр Георгий Ратиани, 2005 г.
- «Сказка об украденном Новом годе» — В государственном театре имени Акакия Церетели (город Чиатура), режиссёр Сосо Немсадзе, 2008 г.; Тбилисский центральный детский театр имени Нодара Думбадзе, на русском языке, режиссёр-постановщик Сергей Шведков, 2012
- «Енки-Бенки» («Веселый Револьвер») — В тбилисском детском театре на проспекте Агмашенебели № 60, режиссёр Натиа Кавсадзе, 2008 г.
- «Рождественский гусь с айвой» (комический триллер) — В театре «Театральный подвал в Ваке», режиссёр Гурам Брегадзе, 2009 г.; В государственном театре города Рустави, режиссёр Гурам Брегадзе, 2013 г.
- «Не быть рабом ни для кого, кроме Господа Всемогушего» — В культурном центре города Рустави, режиссёр Гега Курцикидзе, 2010 г.
- «Важа-Пшавела, или наблюдение неизвестного» (мифо-ритуальная пьеса в одном акте), читка, театр киноактеров имени Михаила Туманишвили, режиссёр Хатуна Милорава, 2013
- «Моя Зарянка» (грустная, слишком грустная комедия) — В муниципальном театре города Болниси, режиссёр Зураб Хведелидзе, 2013; Тбилисский академический театр имени К. Марджанишвили, режиссёр Хатуна Милорава, 2014; Государственный драматический театр города Хуло (Грузия), режиссёр Гега Курцикидзе, 2016
- «Кошки-мышки и капровый жук» (кошмар-трагикомедия в одном акте, со «Свадебно-похоронным Оркестром и Гораном Бреговичем») — В муниципальном театре Велисцихе, режиссёр Омар Какабадзе, 2017

## Кино
- «Кахетинский поезд»[20] (Михо Мосулишвили является соавтором сценария), 44 минут, режиссёр Лали Кикнавелидзе, 2019

## Сведения о присвоении премии
- Премия комитета грузтелерадио за радиопьесу «Лесной Человек», 1987
- Премия министерство культуры Грузии за пьесу «А завтра Премьера», (соавтор Андро Енукидзе), 1989; «Тринадцатое Экспериментальное»,, 1991
- Первая премия мэрии города Тбилиси за роман «Рыцарь во все Времена», 1998
- «Мистер Зимний Дебют 2006» в номинации «Проза» на международном литературном клубе «ИнтерЛит»[21]
- Призер литературного конкурса «Формула-НЛО», 2006
- Хертвиси (литературная премия) для рассказа «Вчерашний ночь», 2007
- Гала (литературная премия)[22] для биографической книги Важа-Пшавела[23], 2011
- Премия за рассказ «Восьмая пуля» на литературном конкурсе „Литбуниоба“, 2012
- Серебряная Премия[24] Эффективного Маркетинга (MEA)_ издательству «Устари» для киноромана Михо Мосулишвили «Гелеса» с синопсисом, 2012
- Премия на конкурсе «Новая грузинская пьеса 2012» за пьесу «Важа-Пшавела», 2012
- Первая премия на литературном конкурсе «Лучший рассказ для учителя» за новеллу «Для Зерна Горчицы и Для Ангелов», 2019

## Сведения о награждении орденами и медалями
Присвоена «Медаль Чести» — 7 марта 1998 года по приказу № 132 Президента Грузии (из-за юбилея к 150-летию со дня рождения литературного журнала «Цискари» — в Законодательном Вестнике Грузии, 7 марта, 1998 года).